# Plavání na mistrovství Evropy v plaveckých sportech 1977
Závody v plavání na mistrovství Evropy v plaveckých sportech za rok 1977 proběhly v Jönköpingu, Švédsko ve dnech 14. až 21. srpna 1977.

## Výsledky

### Individuální disciplíny
| Muži                 | Zlato                    | Zlato    | Stříbro                    | Stříbro  | Bronz                        | Bronz    |
| -------------------- | ------------------------ | -------- | -------------------------- | -------- | ---------------------------- | -------- |
| 100 m volný způsob   | Peter Nocke (FRG)        | 51,55    | Vladimir Bure (URS)        | 52,02    | Marcello Guarducci (ITA)     | 52,11    |
| 200 m volný způsob   | Peter Nocke (FRG)        | 1:51,72  | Andrej Krylov (URS)        | 1:51,77  | Marcello Guarducci (ITA)     | 1:52,35  |
| 400 m volný způsob   | Sergej Rusin (URS)       | 3:54,83  | Frank Wennmann (FRG)       | 3:55,47  | Frank Pfütze (GDR)           | 3:56,46  |
| 1500 m volný způsob  | Vladimir Salnikov (URS)  | 15:16,45 | Valentin Parinov (URS)     | 15:30,05 | Borut Petrič (YUG)           | 15:30,74 |
| 100 m znak           | Miloslav Roľko (TCH)     | 58,35    | Zoltán Verrasztó (HUN)     | 58,48    | Klaus Steinbach (FRG)        | 58,60    |
| 200 m znak           | Zoltán Verrasztó (HUN)   | 2:03,88  | Miloslav Roľko (TCH)       | 2:05,07  | Jan Thorell (SWE)            | 2:05,22  |
| 100 m motýlek        | Roger Pyttel (GDR)       | 55,49    | Pär Arvidsson (SWE)        | 55,58    | John Mills (GBR)             | 55,98    |
| 200 m motýlek        | Michael Kraus (FRG)      | 2:00,40  | Roger Pyttel (GDR)         | 2:00,55  | Pär Arvidsson (SWE)          | 2:01,37  |
| 100 m prsa           | Gerald Mörken (FRG)      | 1:02,86  | Giorgio Lalle (ITA)        | 1:03,81  | Walter Kusch (FRG)           | 1:04,17  |
| 200 m prsa           | Gerald Mörken (FRG)      | 2:16,78  | Arsen Miskarov (URS)       | 2:18,24  | Walter Kusch (FRG)           | 2:21,05  |
| 200 m polohový závod | András Hargitay (HUN)    | 2:06,82  | Andrej Smirnov (URS)       | 2:07,26  | Oleksandr Sydorenko (URS)    | 2:08,80  |
| 400 m polohový závod | Serhij Fesenko (URS)     | 4:26,83  | Andrej Smirnov (URS)       | 4:28,81  | Csaba Sós (HUN)              | 4:29,24  |
| Ženy                 | Zlato                    | Zlato    | Stříbro                    | Stříbro  | Bronz                        | Bronz    |
| 100 m volný způsob   | Barbara Krauseová (GDR)  | 56,55    | Enith Brigithaová (NED)    | 57,09    | Petra Priemerová (GDR)       | 57,20    |
| 200 m volný způsob   | Petra Thümerová (GDR)    | 2:00,29  | Barbara Krauseová (GDR)    | 2:01,40  | Annelies Maasová (NED)       | 2:01,76  |
| 400 m volný způsob   | Petra Thümerová (GDR)    | 4:08,91  | Annelies Maasová (NED)     | 4:09,40  | Barbara Krauseová (GDR)      | 4:14,39  |
| 800 m volný způsob   | Petra Thümerová (GDR)    | 8:38,32  | Annelies Maasová (NED)     | 8:39,33  | Marina Altmannová (GDR)      | 8:52,94  |
| 100 m znak           | Birgit Treiberová (GDR)  | 1:02,63  | Ulrike Richterová (GDR)    | 1:03,87  | Kaire Indriksonová (URS)     | 1:05,25  |
| 200 m znak           | Birgit Treiberová (GDR)  | 2:13,10  | Ulrike Richterová (GDR)    | 2:16,67  | Carmen Bunaciuová (ROU)      | 2:17,98  |
| 100 m motýlek        | Andrea Pollacková (GDR)  | 1:00,61  | Christiane Knackeová (GDR) | 1:00,71  | Ineke Ranová (NED)           | 1:03,40  |
| 200 m motýlek        | Anett Fiebigová (GDR)    | 2:12,77  | Andrea Pollacková (GDR)    | 2:15,14  | Susan Jennerová (GBR)        | 2:15,45  |
| 100 m prsa           | Julija Bogdanovová (URS) | 1:11,89  | Carola Nitschkeová (GDR)   | 1:13,12  | Ramona Reinkeová (GDR)       | 1:13,76  |
| 200 m prsa           | Julija Bogdanovová (URS) | 2:35,04  | Susanne Nielssonová (DEN)  | 2:35,34  | Eva-Marie Håkanssonová (SWE) | 2:38,05  |
| 200 m polohový závod | Ulrike Tauberová (GDR)   | 2:15,95  | Sabine Kahleová (GDR)      | 2:17,79  | Olga Klevakinová (URS)       | 2:19,35  |
| 400 m polohový závod | Ulrike Tauberová (GDR)   | 4:45,22  | Sabine Kahleová (GDR)      | 4:50,70  | Sharron Daviesová (GBR)      | 4:54,95  |

### Štafety
| Muži                   | Zlato | Zlato   | Stříbro | Stříbro | Bronz | Bronz   |
| ---------------------- | --- | ------- | --- | ------- | --- | ------- |
| 4×100 m volný způsob   | Západní Německo (FRG) (Klaus Steinbach, Andreas Schmidt, Jürgen Könneker, Peter Nocke, (r)Peter Knust, (r)Werner Lampe)                                                                       | 3:26,57 | Itálie (ITA) (Roberto Pangaro, Paolo Revelli, Paolo Sinigaglia, Marcello Guarducci)                                                              | 3:28,58 | Sovětský svaz (URS) (Vladimir Bure, Sergej Labzo, Sergej Kopljakov, Andrej Krylov, (r)Andrej Bogdanov)                                                 | 3:28,91 |
| 4×200 m volný způsob   | Sovětský svaz (URS) (Vladimir Raskatov, Sergej Rusin, Sergej Kopljakov, Andrej Krylov, (r)Sergej Labzo, (r)Andrej Smirnov)                                                                    | 7:28,21 | Západní Německo (FRG) (Frank Wennmann, Klaus Steinbach, Peter Knust, Peter Nocke, (r)Andreas Schmidt, (r)Werner Lampe, (r)Michael Kraus)         | 7:33,28 | Východní Německo (GDR) (Rainer Strohbach, Roger Pyttel, Detlev Grabs, Frank Pfütze, (r)Michael Tauber)                                                 | 7:36,94 |
| 4×100 m polohový závod | Západní Německo (FRG) (Klaus Steinbach, Gerald Mörken, Michael Kraus, Peter Nocke | 3:48,73 | Východní Německo (GDR) (Lutz Wanja, Gregor Arnicke, Roger Pyttel, René Pläschke)                                                                 | 3:49,42 | Spojené království (GBR) (James Carter, Duncan Goodhew, John Mills, Martin Smith)                                                                      | 3:51,05 |
| Ženy                   | Zlato | Zlato   | Stříbro | Stříbro | Bronz | Bronz   |
| 4×100 m volný způsob   | Východní Německo (GDR) (Birgit Treiberová, Birgit Wächtlerová, Petra Priemerová, Barbara Krauseová, (r)Heike Wittová)                                                                         | 3:49,52 | Nizozemsko (NED) (Ineke Ranová, Anja van de Bogaerdeová, Annelies Maasová, Enith Brigithaová, (r)Berber Kamstraová)                              | 3:52,95 | Spojené království (GBR) (Victoria Bullocková, Maria Houstonová, Sharron Daviesová, Cheryl Brazendaleová)                                              | 3:55,77 |
| 4×100 m polohový závod | Východní Německo (GDR) (Ulrike Richterová, Carola Nitschkeová, Andrea Pollacková, Barbara Krauseová, (r)Birgit Treiberová, (r)Ramona Reinkeová, (r)Christiane Knackeová, (r)Petra Priemerová) | 4:14,35 | Sovětský svaz (URS) (Kaire Indriksonová, Julija Bogdanovová, Olga Klevakinová, Larisa Carjovová, (r)Nadežda Stavková, (r)Violetta Penkauskasová) | 4:18,12 | Západní Německo (FRG) (Heike Johnová, Dagmar Rehaková, Karin Seicková, Jutta Meeuwová, (r)Ute Neubertová, (r)Gudrun Beckmannová, (r)Marion Plattenová) | 4:19,05 |

## Medailová bilance
V plavání se rozdělilo celkem 29 sad medailí.
| Pořadí | Stát                                   |       | Muži    | Muži  | Muži  |         | Ženy  | Ženy  | Ženy    |       | Muži + Ženy | Muži + Ženy | Muži + Ženy | Celkem |
| Pořadí | Stát                                   | Zlato | Stříbro | Bronz | Zlato | Stříbro | Bronz | Zlato | Stříbro | Bronz |             |             |             | Celkem |
| ------ | -------------------------------------- | ----- | ------- | ----- | ----- | ------- | ----- | ----- | ------- | ----- | ----------- | ----------- | ----------- | ------ |
| 1.     | Východní Německo (GDR)                 |       | 1       | 2     | 2     |         | 12    | 8     | 4       |       | 13          | 10          | 6           | 29     |
| 2.     | Západní Německo (FRG)                  |       | 7       | 2     | 3     |         | 0     | 0     | 1       |       | 7           | 2           | 4           | 13     |
| 3.     | Sovětský svaz (URS)                    |       | 4       | 6     | 2     |         | 2     | 1     | 2       |       | 6           | 7           | 4           | 17     |
| 4.     | Maďarská lidová republika (HUN)        |       | 2       | 1     | 1     |         | 0     | 0     | 0       |       | 2           | 1           | 1           | 4      |
| 5.     | Československo (TCH)                   |       | 1       | 1     | 0     |         | 0     | 0     | 0       |       | 1           | 1           | 0           | 2      |
| 6.     | Nizozemsko (NED)                       |       | 0       | 0     | 0     |         | 0     | 4     | 2       |       | 0           | 4           | 2           | 6      |
| 7.     | Itálie (ITA)                           |       | 0       | 2     | 2     |         | 0     | 0     | 0       |       | 0           | 2           | 2           | 4      |
| 8.     | Švédsko (SWE)                          |       | 0       | 1     | 2     |         | 0     | 0     | 1       |       | 0           | 1           | 3           | 4      |
| 9.     | Dánsko (DEN)                           |       | 0       | 0     | 0     |         | 0     | 1     | 0       |       | 0           | 1           | 0           | 1      |
| 10.    | Spojené království (GBR)               |       | 0       | 0     | 2     |         | 0     | 0     | 3       |       | 0           | 0           | 5           | 5      |
| 11.    | Rumunská socialistická republika (ROU) |       | 0       | 0     | 0     |         | 0     | 0     | 1       |       | 0           | 0           | 1           | 1      |
| 11.    | Jugoslávie (YUG)                       |       | 0       | 0     | 1     |         | 0     | 0     | 0       |       | 0           | 0           | 1           | 1      |
| Celkem | Celkem                                 |       | 15      | 15    | 15    |         | 14    | 14    | 14      |       | 29          | 29          | 29          | 87     |